# Mimetidae
Mimetidae é uma pequena famíilia de aranhas araneomorfas que inclui cerca de 200 espécies repartidas por 12 géneros. Na Europa os géneros mais frequentes são Ero e Mimetus. Estas aranhas predam outras aranhas, sendo por isso conhecidas pelo nome comum de aranhas-pirata. São em geral amarelas e castanhas, embora algumas espécies exibam coloração avermelhada.

## Ver também

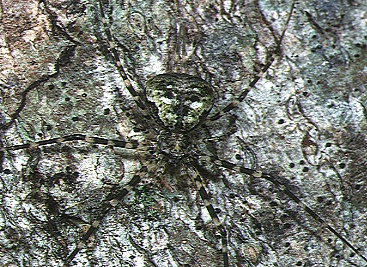
Hersilia okinawaensis camuflada com o substrato
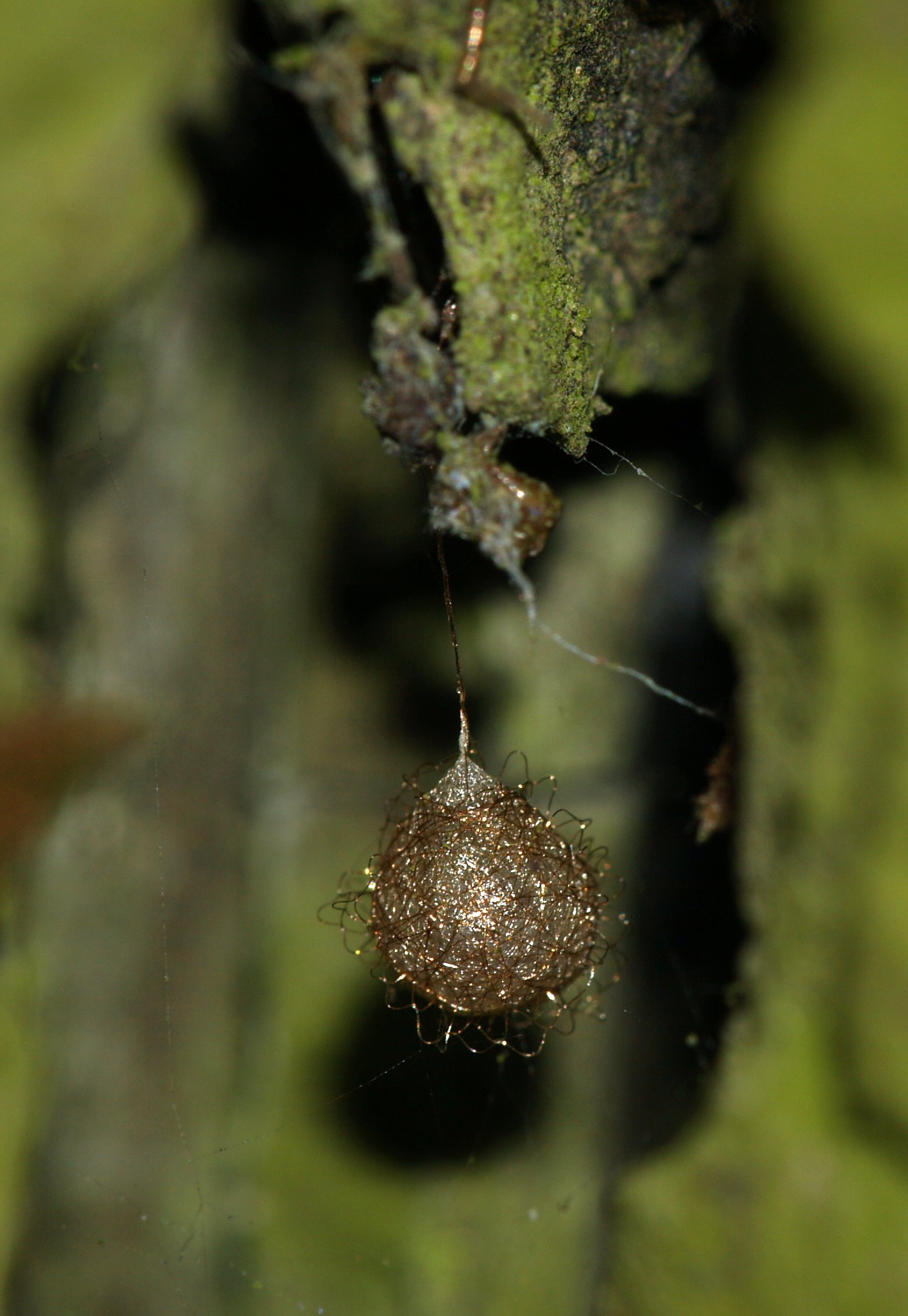
Saco ovígero de Ero furcata